# Temporada 2002-03 de la NBA
La temporada 2002-03 de la NBA fue la quincuagésimo séptima en la historia de la liga. La temporada finalizó con San Antonio Spurs como campeones tras ganar a New Jersey Nets por 4-2. 

## Aspectos destacados
- Los Hornets se mudaron de Charlotte, Carolina del Norte a New Orleans, Luisiana, dando como resultado dos años de ausencia de equipos NBA en las Carolinas, hasta el nacimiento de Charlotte Bobcats en 2004. Disputaron su primer partido en el New Orleans Arena.
- San Antonio Spurs jugó por primera vez en su nuevo pabellón, SBC Center (ahora conocido como AT&T Center).
- Sería la última temporada en la que Houston Rockets celebrara sus encuentros como local en el Compaq Center (antiguamente The Summit).
- Michael Jordan anunció su tercera y última retirada. Su último partido fue el 16 de abril de 2003 en Philadelphia.
- El All-Star Game de la NBA de 2003 se jugó en el Philips Arena de Atlanta, Georgia. El Oeste ganó en dos prórrogas por 155-145, con Kevin Garnett como MVP del partido y siendo el último All-Star disputado por Jordan.
- Por primera vez en la historia, dos equipos procedentes de la extinta ABA se veían las caras en las Finales de la NBA; New Jersey Nets contra San Antonio Spurs.
- Una nueva regla de repetición es puesta en efecto para ayudar a los árbitros a determinar jugadas finales.
- La NBA cambió el formato de playoffs de series al mejor de cinco partidos por el mejor de siete.
- Fueron las Finales con menos audiencia televisiva de la historia, reemplazando a las de 1981 (posteriormente superadas por las de 2007).
- El 7 de enero de 2003, Kobe Bryant anotó 45 puntos ante Seattle Sonics. Bryant convirtió nueve triples consecutivos y un total de 12, batiendo el récord de más triples anotados en un partido (años más tarde igualado por Donyell Marshall).
- Ocho equipos de la NBA (Denver Nuggets, Houston Rockets, Milwaukee Bucks, New Jersey Nets, Philadelphia 76ers, Phoenix Suns, Sacramento Kings y Washington Wizards) vistieron uniformes retro para celebrar la primera NBA Hardwood Classics Nights, conmemorando un hito de un jugador, o un aniversario de un equipo o de un campeonato. En el All-Star Game de la NBA, los jugadores portaron los uniformes del All-Star de 1987.
- Los Lakers estrenaron su nueva camiseta blanca alternativa el 25 de diciembre con derrota ante Sacramento Kings en el Staples Center.
- Lenny Wilkens se convirtió en el entrenador con más derrotas en la historia superando a Bill Fitch.

## Clasificaciones
| Equipo             | V  | D  | %V   | P  |
| ------------------ | -- | -- | ---- | -- |
| New Jersey Nets    | 49 | 33 | .598 | -  |
| Philadelphia 76ers | 48 | 34 | .585 | 1  |
| Boston Celtics     | 44 | 38 | .537 | 5  |
| Orlando Magic      | 42 | 40 | .512 | 7  |
| Washington Wizards | 37 | 45 | .451 | 12 |
| New York Knicks    | 37 | 45 | .451 | 12 |
| Miami Heat         | 25 | 57 | .305 | 24 |

| Equipo              | V  | D  | %V   | P  |
| ------------------- | -- | -- | ---- | -- |
| Detroit Pistons     | 50 | 32 | .610 | -  |
| Indiana Pacers      | 48 | 34 | .585 | 2  |
| New Orleans Hornets | 47 | 35 | .573 | 3  |
| Milwaukee Bucks     | 42 | 40 | .512 | 8  |
| Atlanta Hawks       | 35 | 47 | .427 | 15 |
| Chicago Bulls       | 30 | 52 | .366 | 20 |
| Toronto Raptors     | 24 | 58 | .293 | 26 |
| Cleveland Cavaliers | 17 | 65 | .207 | 33 |

| Equipo                 | V  | D  | %V   | P  |
| ---------------------- | -- | -- | ---- | -- |
| San Antonio Spurs C    | 60 | 22 | .732 | -  |
| Dallas Mavericks       | 60 | 22 | .732 | -  |
| Minnesota Timberwolves | 51 | 31 | .622 | 9  |
| Utah Jazz              | 47 | 35 | .573 | 13 |
| Houston Rockets        | 43 | 39 | .524 | 17 |
| Memphis Grizzlies      | 28 | 54 | .341 | 32 |
| Denver Nuggets         | 17 | 65 | .207 | 43 |

| Equipo                 | V  | D  | %V   | P  |
| ---------------------- | -- | -- | ---- | -- |
| Sacramento Kings       | 59 | 23 | .720 | -  |
| Los Angeles Lakers     | 50 | 32 | .610 | 9  |
| Portland Trail Blazers | 50 | 32 | .610 | 9  |
| Phoenix Suns           | 44 | 38 | .537 | 15 |
| Seattle SuperSonics    | 40 | 42 | .488 | 19 |
| Golden State Warriors  | 38 | 44 | .463 | 21 |
| Los Angeles Clippers   | 27 | 55 | .329 | 32 |

* V: Victorias
* D: Derrotas
* %V: Porcentaje de victorias
* P: Partidos de diferencia respecto a la primera posición
* C: Campeón

## Playoffs
|  | Primera Ronda     | Primera Ronda | Primera Ronda |   |              | Semifinales de Conferencia | Semifinales de Conferencia | Semifinales de Conferencia |  |    | Final de Conferencia | Final de Conferencia | Final de Conferencia |  |    | Finales de la NBA | Finales de la NBA | Finales de la NBA |
|  |                   |               |               |   |              |                            |                            |                            |  |    |                      |                      |                      |  |    |                   |                   |                   |
|  | E1                | *Detroit      | 4             |   |              |                            |                            |                            |  |    |                      |                      |                      |  |    |                   |                   |                   |
|  | E8                | Orlando       | 3             |   |              |                            |                            |                            |  |    |                      |                      |                      |  |    |                   |                   |                   |
|  | E8                | Orlando       | 3             |   | E1           | *Detroit                   | 4                          |                            |  |    |                      |                      |                      |  |    |                   |                   |                   |
|  |                   |               |               |   | E1           | *Detroit                   | 4                          |                            |  |    |                      |                      |                      |  |    |                   |                   |                   |
|  |                   | E4            | Philadelphia  | 2 |              |                            |                            |                            |  |    |                      |                      |                      |  |    |                   |                   |                   |
|  | E4                | E4            | Philadelphia  | 2 | Philadelphia | 4                          |                            |                            |  |    |                      |                      |                      |  |    |                   |                   |                   |
|  | E4                |               |               |   | Philadelphia | 4                          |                            |                            |  |    |                      |                      |                      |  |    |                   |                   |                   |
|  | E5                | New Orleans   | 2             |   |              |                            |                            |                            |  |    |                      |                      |                      |  |    |                   |                   |                   |
|  | E5                | New Orleans   | 2             |   |              |                            |                            |                            |  | E1 | *Detroit             | 0                    |                      |  |    |                   |                   |                   |
|  | Conferencia Este  |               |               |   |              |                            |                            |                            |  | E1 | *Detroit             | 0                    |                      |  |    |                   |                   |                   |
|  |                   | E2            | *New Jersey   | 4 |              |                            |                            |                            |  |    |                      |                      |                      |  |    |                   |                   |                   |
|  | E3                | E2            | *New Jersey   | 4 | Indiana      | 2                          |                            |                            |  |    |                      |                      |                      |  |    |                   |                   |                   |
|  | E3                |               |               |   | Indiana      | 2                          |                            |                            |  |    |                      |                      |                      |  |    |                   |                   |                   |
|  | E6                | Boston        | 4             |   |              |                            |                            |                            |  |    |                      |                      |                      |  |    |                   |                   |                   |
|  | E6                | Boston        | 4             |   | E6           | Boston                     | 0                          |                            |  |    |                      |                      |                      |  |    |                   |                   |                   |
|  |                   |               |               |   | E6           | Boston                     | 0                          |                            |  |    |                      |                      |                      |  |    |                   |                   |                   |
|  |                   | E2            | *New Jersey   | 4 |              |                            |                            |                            |  |    |                      |                      |                      |  |    |                   |                   |                   |
|  | E2                | E2            | *New Jersey   | 4 | *New Jersey  | 4                          |                            |                            |  |    |                      |                      |                      |  |    |                   |                   |                   |
|  | E2                |               |               |   | *New Jersey  | 4                          |                            |                            |  |    |                      |                      |                      |  |    |                   |                   |                   |
|  | E7                | Milwaukee     | 2             |   |              |                            |                            |                            |  |    |                      |                      |                      |  |    |                   |                   |                   |
|  | E7                | Milwaukee     | 2             |   |              |                            |                            |                            |  |    |                      |                      |                      |  | E2 | *New Jersey       | 2                 |                   |
|  |                   |               |               |   |              |                            |                            |                            |  |    |                      |                      |                      |  | E2 | *New Jersey       | 2                 |                   |
|  |                   | O1            | *San Antonio  | 4 |              |                            |                            |                            |  |    |                      |                      |                      |  |    |                   |                   |                   |
|  | O1                | O1            | *San Antonio  | 4 | *San Antonio | 4                          |                            |                            |  |    |                      |                      |                      |  |    |                   |                   |                   |
|  | O1                |               |               |   | *San Antonio | 4                          |                            |                            |  |    |                      |                      |                      |  |    |                   |                   |                   |
|  | O8                | Phoenix       | 2             |   |              |                            |                            |                            |  |    |                      |                      |                      |  |    |                   |                   |                   |
|  | O8                | Phoenix       | 2             |   | O1           | San Antonio                | 4                          |                            |  |    |                      |                      |                      |  |    |                   |                   |                   |
|  |                   |               |               |   | O1           | San Antonio                | 4                          |                            |  |    |                      |                      |                      |  |    |                   |                   |                   |
|  |                   | O5            | LA Lakers     | 2 |              |                            |                            |                            |  |    |                      |                      |                      |  |    |                   |                   |                   |
|  | O4                | O5            | LA Lakers     | 2 | Minnesota    | 2                          |                            |                            |  |    |                      |                      |                      |  |    |                   |                   |                   |
|  | O4                |               |               |   | Minnesota    | 2                          |                            |                            |  |    |                      |                      |                      |  |    |                   |                   |                   |
|  | O5                | LA Lakers     | 4             |   |              |                            |                            |                            |  |    |                      |                      |                      |  |    |                   |                   |                   |
|  | O5                | LA Lakers     | 4             |   |              |                            |                            |                            |  | O1 | San Antonio          | 4                    |                      |  |    |                   |                   |                   |
|  | Conferencia Oeste |               |               |   |              |                            |                            |                            |  | O1 | San Antonio          | 4                    |                      |  |    |                   |                   |                   |
|  |                   | O3            | Dallas        | 2 |              |                            |                            |                            |  |    |                      |                      |                      |  |    |                   |                   |                   |
|  | O3                | O3            | Dallas        | 2 | Mavericks    | 4                          |                            |                            |  |    |                      |                      |                      |  |    |                   |                   |                   |
|  | O3                |               |               |   | Mavericks    | 4                          |                            |                            |  |    |                      |                      |                      |  |    |                   |                   |                   |
|  | O6                | Portland      | 3             |   |              |                            |                            |                            |  |    |                      |                      |                      |  |    |                   |                   |                   |
|  | O6                | Portland      | 3             |   | O3           | Dallas                     | 4                          |                            |  |    |                      |                      |                      |  |    |                   |                   |                   |
|  |                   |               |               |   | O3           | Dallas                     | 4                          |                            |  |    |                      |                      |                      |  |    |                   |                   |                   |
|  |                   | O2            | *Sacramento   | 3 |              |                            |                            |                            |  |    |                      |                      |                      |  |    |                   |                   |                   |
|  | O2                | O2            | *Sacramento   | 3 | *Sacramento  | 4                          |                            |                            |  |    |                      |                      |                      |  |    |                   |                   |                   |
|  | O2                |               |               |   | *Sacramento  | 4                          |                            |                            |  |    |                      |                      |                      |  |    |                   |                   |                   |
|  | O7                | Utah          | 1             |   |              |                            |                            |                            |  |    |                      |                      |                      |  |    |                   |                   |                   |

* - Campeón de división

Negrita- Ganador de las series

## Estadísticas
| Categoría                    | Jugador       | Equipo             | Estadísticas |
| ---------------------------- | ------------- | ------------------ | ------------ |
| Puntos por partido           | Tracy McGrady | Orlando Magic      | 32.1         |
| Rebotes por partido          | Ben Wallace   | Detroit Pistons    | 15.4         |
| Asistencias por partido      | Jason Kidd    | New Jersey Nets    | 8.9          |
| Robos por partido            | Allen Iverson | Philadelphia 76ers | 2.7          |
| Tapones por partido          | Theo Ratliff  | Atlanta Hawks      | 3.2          |
| Porcentaje de tiros de campo | Eddy Curry    | Chicago Bulls      | 58.5         |
| Porcentaje de tiros libres   | Allan Houston | New York Knicks    | 91.9         |
| Porcentaje de triples        | Bruce Bowen   | San Antonio Spurs  | 44.1         |

## Premios
- MVP de la Temporada
  -  Tim Duncan (San Antonio Spurs)
- Mejor Defensor
  -  Ben Wallace (Detroit Pistons)
- Rookie del Año
  -  Amare Stoudemire (Phoenix Suns)
- Mejor Sexto Hombre
  -  Bobby Jackson (Sacramento Kings)
- Jugador Más Mejorado
  -  Gilbert Arenas (Golden State Warriors)
- Entrenador del Año
  -  Gregg Popovich (San Antonio Spurs)

| - Primer Quinteto de la Temporada - F - Kevin Garnett, Minnesota Timberwolves - F - Tim Duncan, San Antonio Spurs - C - Shaquille O'Neal, Los Angeles Lakers - G - Kobe Bryant, Los Angeles Lakers - G - Tracy McGrady, Orlando Magic | - Segundo Quinteto de la Temporada - F - Dirk Nowitzki, Dallas Mavericks - F - Chris Webber, Sacramento Kings - C - Ben Wallace, Detroit Pistons - G - Jason Kidd, New Jersey Nets - G - Allen Iverson, Philadelphia 76ers | - Tercer Quinteto de la Temporada - F - Paul Pierce, Boston Celtics - F - Jamal Mashburn, New Orleans Hornets - F - Jermaine O'Neal, Indiana Pacers - G - Stephon Marbury, Phoenix Suns - G - Steve Nash, Dallas Mavericks |

| - Primer Quinteto Defensivo - F - Tim Duncan, San Antonio Spurs - F - Kevin Garnett, Minnesota Timberwolves - C - Ben Wallace, Detroit Pistons - G - Doug Christie, Sacramento Kings - G - Kobe Bryant, Los Angeles Lakers | - Segundo Quinteto Defensivo - F - Ron Artest, Indiana Pacers - F - Bruce Bowen, San Antonio Spurs - C - Shaquille O'Neal, Los Angeles Lakers - G - Jason Kidd, New Jersey Nets - G - Eric Snow, Philadelphia 76ers |

| - Mejor Quinteto de Rookies - Yao Ming, Houston Rockets - Amare Stoudemire, Phoenix Suns - Drew Gooden, Orlando Magic - Caron Butler, Miami Heat - Nenê Hilario, Denver Nuggets | - Segundo Mejor Quinteto de Rookies - G - Manu Ginóbili, San Antonio Spurs - G - Gordan Giricek, Orlando Magic - F - Carlos Boozer, Cleveland Cavaliers - G - Jay Williams, Chicago Bulls - G - J.R. Bremer, Boston Celtics |